# Abel Herzberglezing
De Abel Herzberglezing is een jaarlijkse lezing vernoemd naar toneel- en kroniekschrijver en essayist Abel Herzberg (1893-1989), initiatief van en wordt sinds 1990 door de Rode Hoed in samenwerking met dagblad Trouw georganiseerd.
Prominenten spreken een lezing uit ter nagedachtenis aan de op het joods humanisme geënte gedachten van Abel Herzberg.

## Redenaars
| - 2023 - Frans Timmermans, politicus over de uitdagingen van een klimaatneutraal continent. - 2022 - Rob Jetten, minister voor Klimaat en Energie over de klimaatdoelen van het kabinet - 2021 - Femke Halsema, politica over maatschappelijk verzet en burgerlijke ongehoorzaamheid; - 2020 - Hugo de Jonge, politicus over onze samenleving ná de coronacrisis; - 2019 - Robert Dijkgraaf, professor over de rol van wetenschap binnen de maatschappij; - 2018 - Sigrid Kaag, politica over maatschappelijke ontwikkelingen in verhouding tot mensenrechten; - 2017 - Khadija Arib, politica over de waarden van ons huidige democratische stelsel; - 2016 - Arnon Grunberg, auteur over de werelddominantie; - 2015 - Irene van Lippe-Biesterfeld over wereldbeeld dat wordt bepaald door de relatie met de natuur; - 2014 - Eberhard van der Laan, politicus over de sporen van de Tweede Wereldoorlog; - 2013 - Geert Mak, auteur over Europa; - 2012 - Louise Fresco, hoogleraar over het woord; - 2011 - Antoine Bodar, priester over verkoren en veracht zijn; - 2010 - Alexander Pechtold, politicus over nadenken; - 2009 - Nausicaa Marbe, auteur over het ongemak van de vrijheid; - 2008 - Ahmed Aboutaleb, politicus over de kracht van vertrouwen; - 2007 - Piet Hein Donner, politicus over de samenleving die een overheid krijgt die zij verdient; | - 2006 - Ruud Lubbers, politicus over het verhaal van een levende; - 2005 - Rita Kohnstamm, psycholoog over ouders in de maalstroom van de tijdgeest; - 2004 - Paul Scheffer, hoogleraar over het onbehagen in de islam; - 2003 - Sylvain Ephimenco, auteur over de multiculturele desintegratie; - 2002 - Elsbeth Etty, wetenschapper over uitingsvrijheid en discriminatieverbod; - 2001 - Job Cohen, politicus over de verhouding van autochtonen en migranten; - 2000 - Ed van Thijn, politicus over een toekomst voor moreel leiderschap; - 1999 - Dorien Pessers, jurist over Abel Herzberg als rechtssocioloog; - 1998 - Anil Ramdas, auteur over de schijn van waardigheid; - 1997 - Huub Oosterhuis, theoloog over de mogelijke God van de bijbel; - 1996 - Marcel Möring, auteur over Sample-God in Cyberspace; - 1995 - Sem Dresden, auteur over Joodse waardigheid; - 1994 - Andreas Burnier, auteur over het Jodendom te midden van de wereldreligies; - 1993 - Ido Abram, hoogleraar over opvoeding na Auschwitz in een multiculturele samenleving; - 1992 - Tamarah Benima, rabbijn over het creatieve zwarte gat van godsdienst, religie en spiritualiteit; - 1991 - Arie Kuiper, auteur over de toekomst van Israël; - 1990 - Hedy d'Ancona, politica over de last van het verleden. |